# جامعة الأزهر (شياخة)
شياخة جامعة الأزهر هي شياخة من شياخات حي غرب مدينة نصر، تحوي الشياخة بالكامل علي حرم جامعة الأزهر، أقدم جامعات العالم، ودور لسينما ومجمع ترفيه متكامل، وواحدة من الأحياء الراقية في القاهرة.